# Branko Štrbac
Branko Štrbac (Herceg Novi, 25 luglio 1957) è un ex pallamanista serbo, fino al 1992 jugoslavo.

## Palmarès

### Club
- Campionato Jugoslavo: 1
  - 1979-80

- Coppa di Jugoslavia: 1
  - 1980-81

- Campionato francese: 1
  - 1987-88

- Campionato italiano: 1
  - 1989-90

### Nazionale
- Olimpiadi:
  - 1 oro (Los Angeles 1984)

- Mondiali:
  - 1 argento (Germania-Ovest 1982)